# Garriga d'Empordà

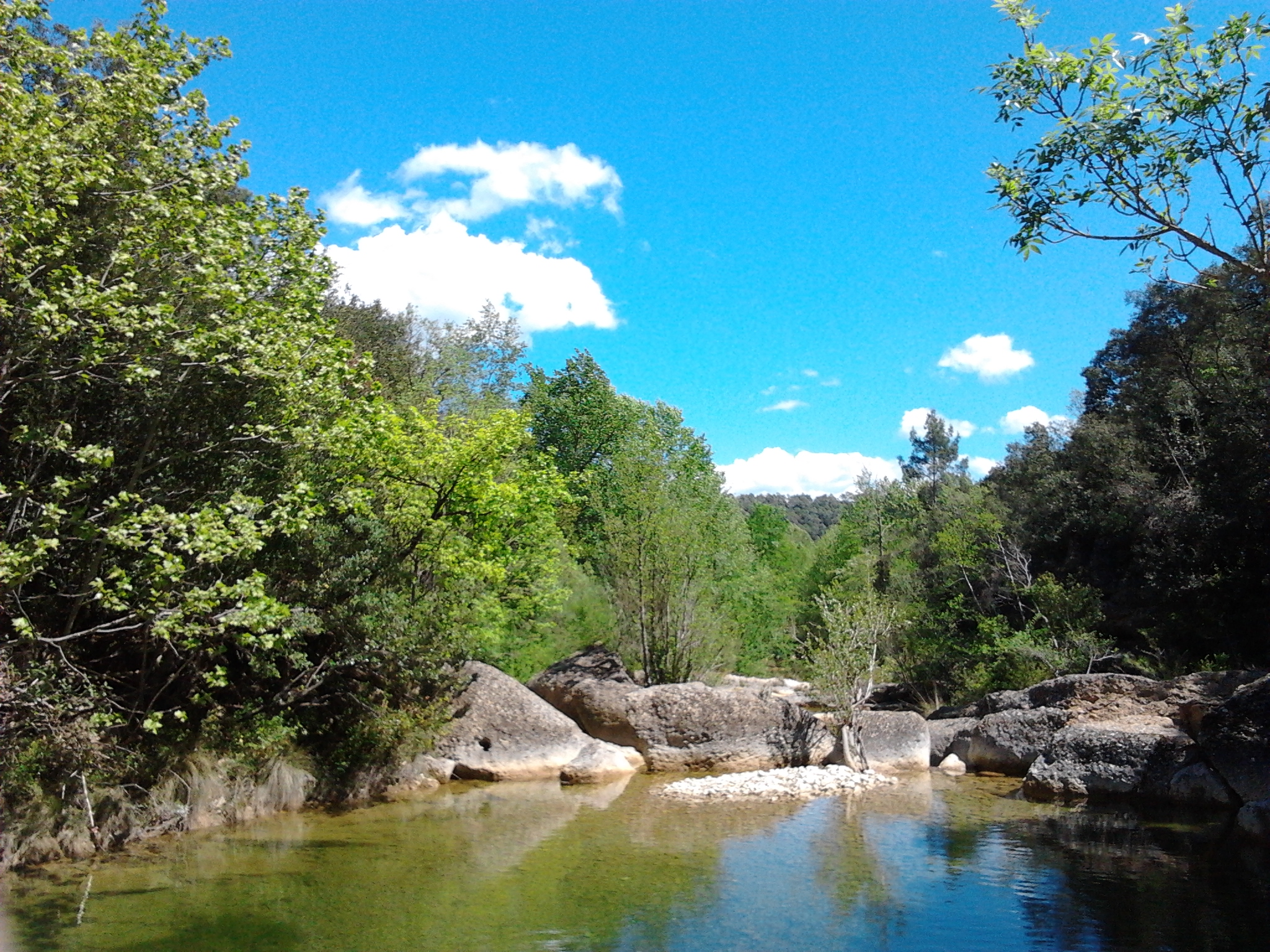
Garriga d'Empordà

La Garriga d'Empordà és un espai natural protegit, que forma part del PEIN (Pla d'Espais d'Interès Natural) de Catalunya, de paisatge típicament mediterrani, que ocupa 547,71 ha repartides pels municipis d'Avinyonet de Puigventós, Llers i Vilanant, a l'Alt Empordà. Aquest espai és un paratge de gran valor biològic i cultural, utilitzat pels habitants de la zona des d'antic.

## Medi físic
La Garriga d'Empordà està situada sobre una geologia calcària de pendents suaus que en alguns punts poden ser més pronunciats. La morfologia del relleu és molt interessant, ja que la seva fisonomia s'ha vist modificada per la mà humana, construint marges de pedra seca que s'enfilen pels vessants.
Des del punt de vista geològic, l'espai correspon a una part dels mantells de corriment de materials de l'era secundària que es troben a l'Empordà. Aquests comprenen mostres del Keuper -guixos, argiles i cristalls de quars-, margues amb registre fòssil de crinoïdeus i belemnits. Els materials del Cretaci, que en són els més abundants, són roques calcàries massisses que contenen algunes closques de bivalves. A més a més, l'àrea presenta algun pitó volcànic basàltic.
L'espai protegit només ocupa la part oriental del que es coneix com les Garrigues d'Empordà, que continuen cap a l'oest. El principal riu de la zona és el Rissec, afluent del Manol.

## Biodiversitat
La funció principal dels espais naturals protegits de Catalunya és conservar mostres representatives de la fauna, la flora i els hàbitats propis del territori, de manera que es puguin desenvolupar els processos ecològics que donen lloc a la biodiversitat (l'àmplia varietat d'ecosistemes i éssers vius: animals, plantes, els seus hàbitats i els seus gèneres).

### Fauna
Pel que fa a la fauna, cal esmentar per la seva importància l'esparver cendrós (Circus pygargus), que està ben representat en aquesta àrea i, per tant, es tracta d'una zona de reproducció d'aquesta espècie d'interès important a conservar i un dels arguments per incloure aquest entorn dins la xarxa Natura 2000.
Espècies de fauna de l'Annex II de la Directiva 92/43 d'hàbitats són incloses en la llista referent al conjunt de l'espai de la xarxa Natura 2000 de la Garriga de l'Empordà.
En el cas de la Garriga d'Empordà, les espècies presents són:
- Coenagrion mercuriale
- Rhinolophus euryale
- Rhinolophus hipposideros

Espècies d'ocells de l'Annex I de la Directiva 2009/147 d'aus. En el cas de l'ENP de la Garriga d'Empordà, les espècies presents són: Circaetus gallicus, Circus pygargus, Hieraaetus fasciatus, Burhinus oedicnemus, Caprimulgus europaeus, Alcedo atthis, Coracias garrulus, Calandrella brachydactyla, Galerida theklae, Lullula arborea, Anthus campestris, Sylvia undata, i Emberiza hortulana.

### Vegetació i flora
Sobre aquest paisatge molt rocós s'havia fet una tasca important d'artigament per tal d'aconseguir conreus de secà, amb la construcció de marges i feixes i barraques de pedra seca de gran interès etnogràfic que constitueixen un excepcional patrimoni de construcció en pedra seca.
Actualment, amb l'abandó dels camps, s'hi ha recuperat la vegetació natural caracteritzada per prats secs, llistonars -amb profusió d'orquídies a la primavera- i matollars de garric i alzinar. També la pineda hi és present.

## Economia
A l'espai Garriga d'Empordà s'hi desenvolupa activitat agrícola en un petit percentage decreixent. Així mateix, als entorns de l'espai natural protegit hi ha una important activitat extractiva a causa de la singularitat geològica del sector.
Usos del sòl
- Vegetació arbustiva i herbàcia: 82,44%
- Terres agrícoles i àrees antròpiques: 14,90%
- Boscos: 2,66%

Impacte
Els reptes de gestió més importants són evitar l'abocament incontrolat de residus, el risc d'incendi i mantenir-ne la pastura i el conreu, que afavoreixen els espais oberts, imprescindibles per a algunes espècies de plantes i animals. Tanmateix, la pressió humana (activitats extractives properes, vies de comunicació que passen properes al perímetre exterior de l'espai i l'ús públic) han de permetre la conservació de l'espai i la continuïtat de la nidificació de l'esparver cendrós.
Vulnerabilitat natural
Hi ha risc de vulnerabilitat d'espècies com l'esparver cendrós per les alteracions de l'hàbitat i les molèsties humanes.